# Je suis un vrai garçon
"Je suis un vrai garçon" (tradução portuguesa: "Eu sou um verdadeiro rapaz") foi a canção que representou a França no Festival Eurovisão da Canção 1994 que teve lugar em Dublin, na Irlanda.
Foi interpretada em francês por Nina Morato. Foi a vigésima-quinta e última canção a ser interpretada na noite do festival, a seguir à canção polaca "To nie ja!", interpretada por Edyta Górniak. Terminou a competição em sétimo lugar (entre 25 participantes), tendo recebido um total de 74 pontos. No ano seguinte, em 1995, a França fez-se representar com a canção "Il me donne rendez-vous", interpretada por Nathalie Santamaria.

## Autores
- Letrista: Nina Morato;
- Compositor: Bruno Maman;
- Orquestrador: Alain Goraguer

## Letra
Morato canta que não deseja o regresso do seu amante, apesar de ela saber que ele gosta dela. Ela descreve-se "como um verdadeiro rapaz, aquele que te enfeitiçará"